# Mazeuil
Mazeuil é uma comuna francesa na região administrativa da Nova Aquitânia, no departamento de Vienne. Estende-se por uma área de 13,63 km². Em 2010 a comuna tinha 262 habitantes (densidade: 19,2 hab./km²).